# Lago del Tibisco
Il lago del Tibisco (ungherese: Tisza-tó, tedesco: Theiß-See), conosciuto anche come bacino Kisköre (ungherese: Kiskörei-víztározó), è il più grande lago artificiale dell'Ungheria. Si trova nell'angolo sud-orientale della contea di Heves, al confine con le contee di Borsod-Abaúj-Zemplén, Hajdú-Bihar e Jász-Nagykun-Szolnok.

## Geografia
Il lago è formato dallo sbarramento costruito sul fiume Tibisco presso Kisköre. Questo sbarramento era stato progettato per risolvere due problemi: da un lato quello di controllare il flusso del Tibisco e quindi di regolare le sue piene, spesso rovinose; dall'altro quello di realizzare un serbatoio idrico per favorire l'irrigazione dei territori della Pusta.
La diga è stata costruita nel 1973. Il progetto iniziale prevedeva tre fasi, di cui le prime due sono completate portando all'inondazione del bacino e dei canali di filtraggio e quindi alla realizzazione di un bacino artificiale di 27 km di lunghezza con una profondità media di 1,3 m e una profondità massima di 17 m, con una superficie totale di 127 km². All'interno del lago vi sono numerose piccole isole che hanno una superficie totale di 43 km².
Le località più importanti della zona sono:
- Tiszavalk;
- Poroszló;
- Tiszafüred;
- Kisköre;
- Abádszalók.

## Turismo
Dopo il completamento del bacino, gli ungheresi hanno cominciato a frequentarlo come luogo di vacanza, poiché rispetto al lago Balaton risulta meno affollato e più economico.
Di conseguenza, l'infrastruttura turistica si è notevolmente sviluppata con la nascita di villaggi, alberghi, resort e bagni termali. A seguito di questo sviluppo il nome iniziale di "bacino Kisköre" fu cambiato in "lago del Tibisco", e il governo lo ha indicato come destinazione ufficiale di turismo.
Nel lago si è creato un ecosistema locale con una grande diversità di uccelli, piante e animali, che costituisce anch'esso una attrazione turistica.